# Этамбутол
Этамбутол — противотуберкулезный препарат. Этамбутола гидрохлорид — белый кристаллический порошок. Легко растворим в воде.
Обычно Этамбутол назначают в сочетании с другими лекарствами от туберкулеза, такими как изониазид, рифампицин и пиразинамид.
Этамбутол был открыт в 1961 году .
Этамбутол включен в Список основных лекарственных средств Всемирной организации здравоохранения. 

## Фармакологическое действие
Противотуберкулезный препарат. Этамбутол активен в отношении Mycobacterium tuberculosis (включая их штаммы, устойчивые к стрептомицину, канамицину, изониазиду, ПАСК и этионамиду), а также ряда атипичных микобактерий (Mycobacterium kansasii, Mycobacterium avium, Mycobacterium xenopi).

## Фармакокинетика
Этамбутол хорошо всасывается из ЖКТ. Выводится, главным образом, с мочой.

## Показания к применению
Все формы легочного и внелегочного туберкулеза (в составе комбинированной терапии).

## Побочное действие
Общие побочные эффекты включают проблемы со зрением, боли в суставах, тошноту, головные боли и чувство усталости. Другие побочные эффекты включают проблемы с печенью и аллергические реакции.
Не рекомендуется людям с невритом зрительного нерва, серьезными проблемами с почками или в возрасте до 5 лет. Принято считать, что использование Этамбутола во время беременности или кормления грудью не причиняет вред , однако, Управление по санитарному надзору за качеством пищевых продуктов и медикаментов США выразило обеспокоенность по поводу проблем со зрением у ребенка при использовании во время беременности .
- Неврит зрительного нерва[9], (следовательно, противопоказан детям до шести лет).
- Красно-зелёный дальтонизм[10]. Люди, принимающие Этамбутол, должны находиться под наблюдением на предмет изменений остроты зрения и различения цветов[11].
- Артралгия
- Гиперурикемия
- Вертикальный нистагм